# 蒂亚米乌·阿吉巴德
蒂亚米乌·阿吉巴德（法語：Tiamiou Adjibadé，1937年7月15日—2006年9月12日），约鲁巴人，贝宁政治人物，曾任外交与合作部长。

## 生平
1937年生于法属达荷美波多诺伏。1961年毕业于达喀尔大学，获法学学士学位。同年任达荷美共和国外交部国际组织和技术援助司司长。1970年9月至1973年1月，任外交部国务秘书。1973年起任驻美国大使、驻联合国常任代表。1975年底返回贝宁外交部工作，曾为驻波恩使团团长。1982年4月任外交和合作部长。1984年10月卸去政府职务。他曾在贝宁国立大学任教。1989年1月因涉嫌激化该国南方暴动被捕，短暂入狱。2006年9月12日逝世。